# Tupadły (Władysławowo)
Tupadły (deutsch Tupadel; kaschubisch Tëpadła) ist ein Dorf und Sołectwo (Schulzenamt) der Stadt-und-Land-Gemeinde Władysławowo im Powiat Pucki der Woiwodschaft Pommern in Polen.

## Geographie

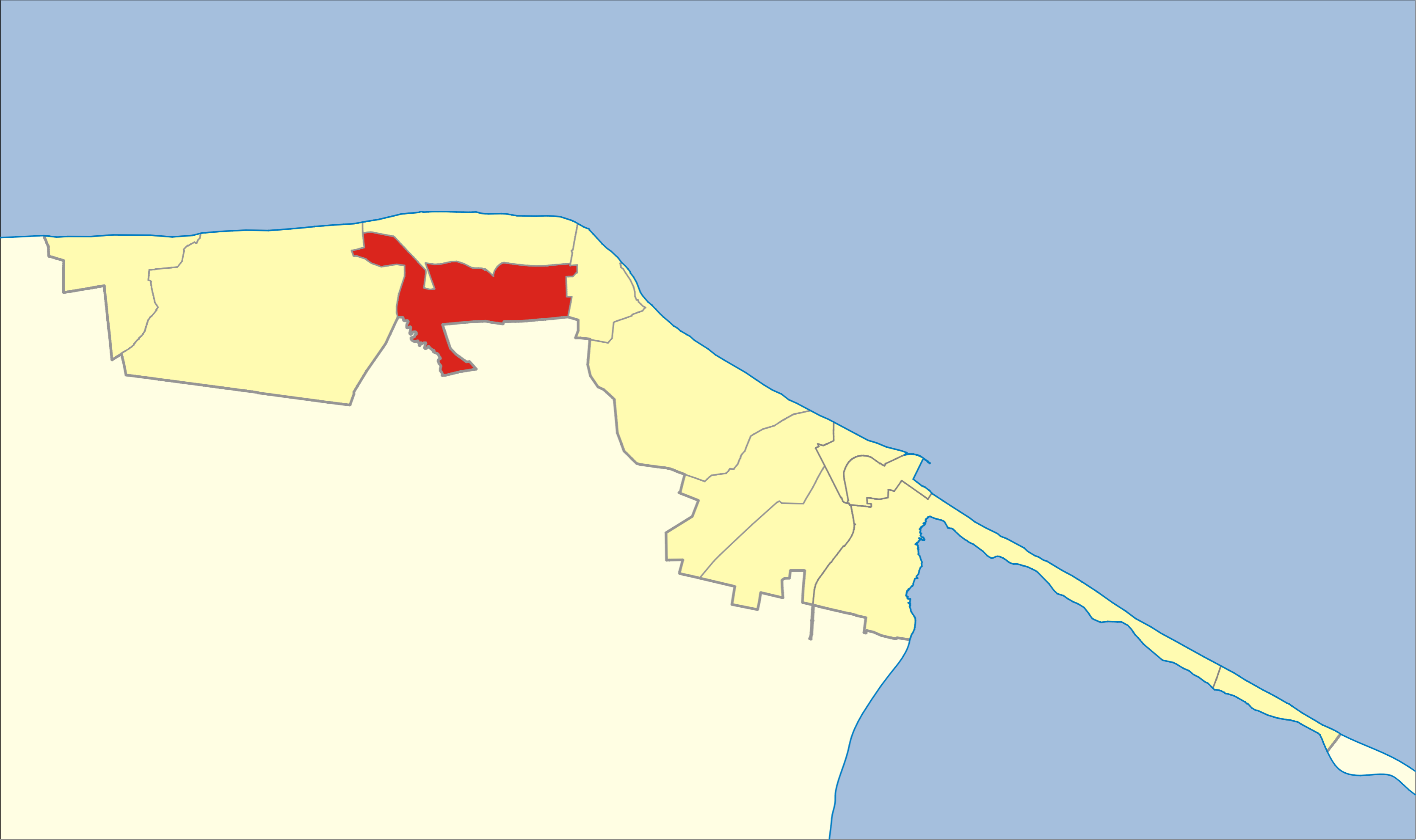
Lage von Tupadły in der Gemeinde

Der Ort liegt in Pommerellen und Kaschubien, 7 Kilometer nordwestlich der Stadt Władysławowo (Großendorf), 13 Kilometer nordwestlich der Stadt Puck (Putzig) und etwa 35 Kilometer nördlich von Gdynia (Gdingen). Nachbarorte sind Jastrzębia Góra (Habichtsberg) im Norden, Rozewie (Rixhöft) im Nordosten, Władysławowo (Großendorf) im Südosten, Mieroszyno (Miruschin) im Süden und Ostrowo (Ostrau) im Westen.
Die Ostsee liegt im Norden hinter Dünengürtel und Steilküste, die Zatoka Pucka (Putziger Wiek) ist zehn Kilometer entfernt. Die Czarna Woda (Czernau) fließt am Ort vorbei und mündet bei Ostrowo in die Ostsee.

## Geschichte
Der Ort wurde 1457 erstmals als Tupadlo, 1476 als Tupadl, 1552 als Tupadle oder Tupadly, 1662 als Tupadly, Tupadlo, Tupaldow, 1772 als Tupadel und 1789 als Tupadl oder Tupadel urkundlich genannt.
Der Ort gehörten bis zum Zweiten Frieden von Thorn (1466) zum Lauenburger Gebiet des Deutschordensstaats. 1412 verlieh der Komtur Heinrich von Plauen das Gut Tupadl mit neun Huben zu polnischen Recht und einer Freihube an den Starost Mykus Markowicz. Von jeder Hube waren 15 Scot Zins zu entrichten. Zuletzt enthielt der Ort neun Huben und vier Gärten. Erstere hatten ein Zins von 15 Scot und 14 Tage Arbeit zu leisten, letztere hatten einen Zins von 3½ Scot und einen Korb Eier und Käse zu liefern. Das Dorf durfte 1552 Getreide nur in der Zarnowitzer Mühle mahlen lassen.
Die Region kam nach der Ersten Teilung Polens 1773 an das Königreich Preußen. Tupadel war 1783 ein Dorf mit dreizehn Feuerstellen. Katholiken besuchten die Kirche in Strellin, Evangelische waren bis 1780 nach Bohlschau und dann nach Putzig eingepfarrt. Von 1887 bis 1919 gehörte der Ort zum Kreis Putzig (zuvor Kreis Neustadt in Westpreußen) in der Provinz Westpreußen des Deutschen Reichs. Er hatte den Status einer Landgemeinde im Amtsbezirk Löbsch. Nach Ende des Ersten Weltkriegs wurde das Kreisgebiet mit Ostrau aufgrund der Bestimmungen des Versailler Vertrags, mit Wirkung vom 20. Januar 1920, an Polen abgetreten.
Als Teil des Polnischen Korridors gehörte Tupadły zum Powiat Pucki und wurde am 1. Januar 1927 mit diesem in den Powiat morski eingegliedert. Durch den Überfall auf Polen 1939 kam das Gebiet des Korridors völkerrechtswidrig an das Reichsgebiet und wurde dem Reichsgau Danzig-Westpreußen zugeordnet. Tupadły wurde am 25. Juni 1942 Rixfelde umbenannt. Gegen Ende des Zweiten Weltkriegs besetzte im Frühjahr 1945 die Rote Armee das Kreisgebiet und übergab es an die Volksrepublik Polen. Die deutsche Minderheit wurde ausgewiesen.
In den Jahren von 1975 bis 1998 gehörte Tupadły administrativ zur Woiwodschaft Danzig, der Powiat Pucki war in diesem Zeitraum aufgelöst. Tupadły war von 1963 bis 1969 ein Ortsteil war von Jastrzębia Góra und von 1933 bis 2014 ein Stadtteil von Władysławowo. Zum 1. Januar 2015 erhielt es den Status eines Schulzenamts der neu gebildeten Stadt-und-Land-Gemeinde Władysławowo.
Einwohnerzahlen:
- 1869: 324
- 1871: 297
- 1905: 367
- 1910: 375
- 1921: 405
- 2011: ca. 470[5]
- 2016: 496
- 2021: 504[1]

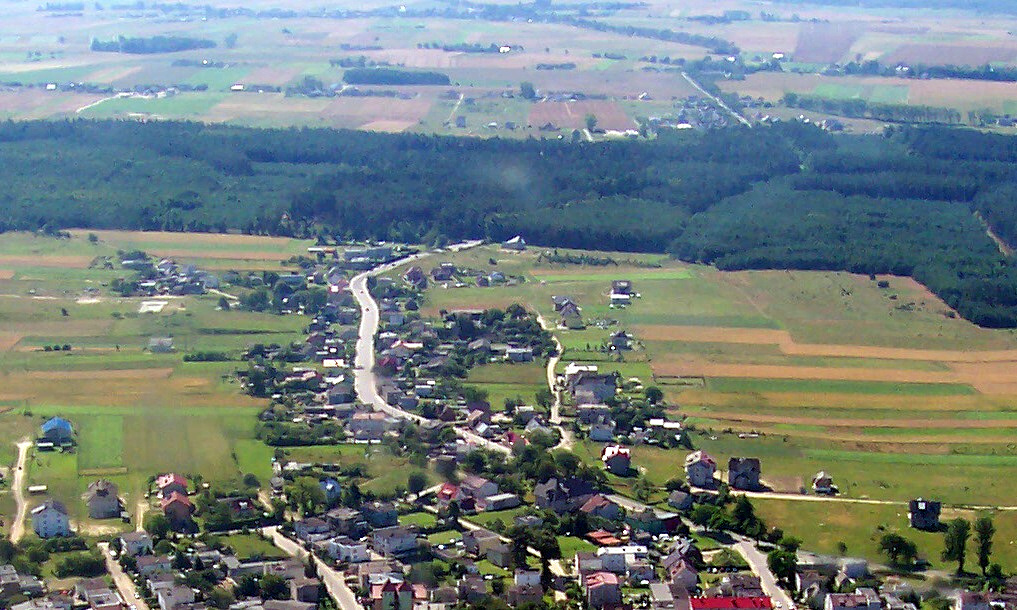
Luftbild des Orts
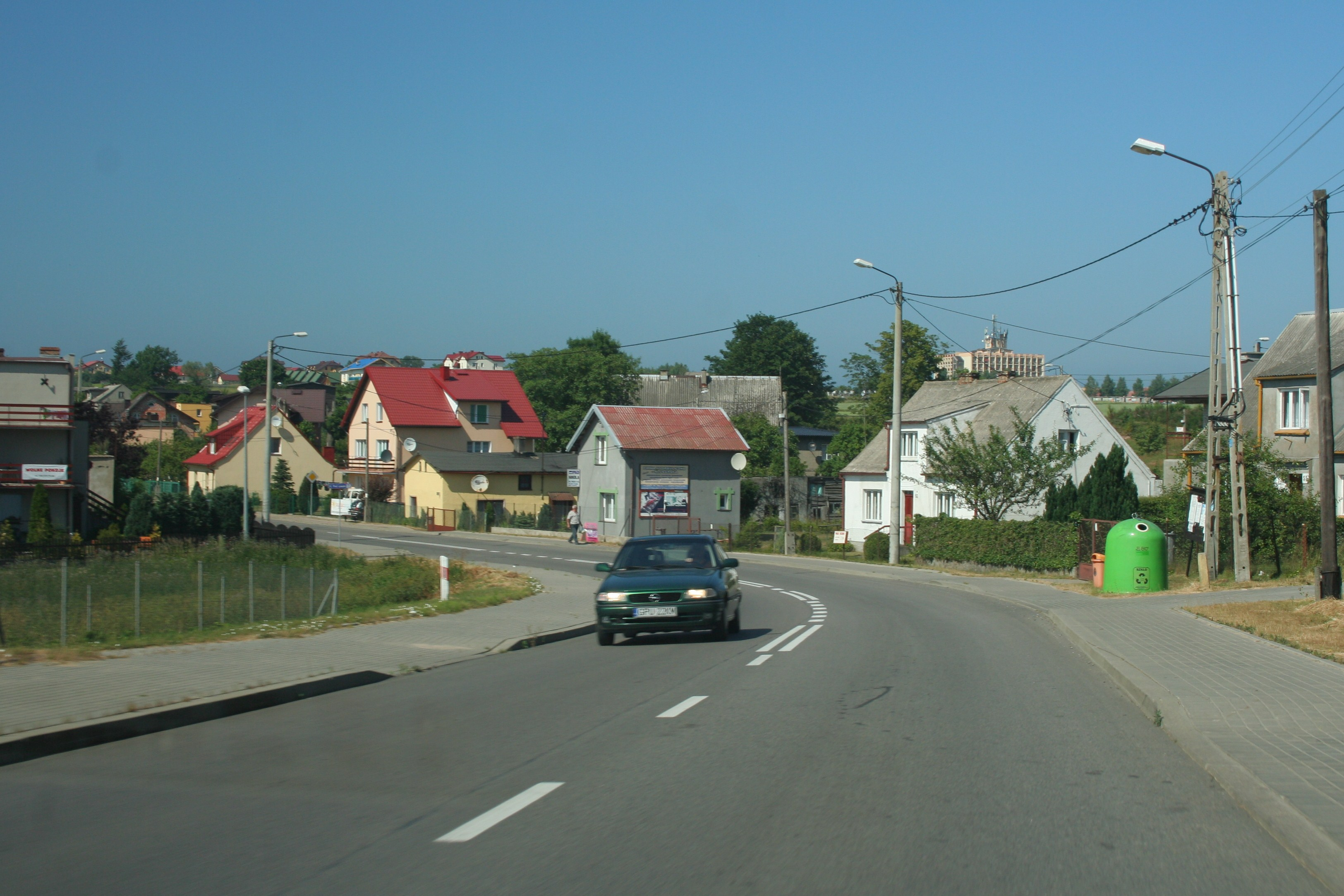
Landstraße im Ort

## Verkehr
Die Powiatstraße führt von Mieroszyno (Miruschin) über Tupadły nach Jastrzębia Góra (Habichtsberg), wo sie die Woiwodschaftsstraße DW215 erreicht. Diese verläuft von Karwia (Karwen) entlang der Ostsee über Władysławowo (Großendorf) nach Puck (Putzig).
Władysławowo erhielt 1922 einen Bahnhof an der Bahnstrecke Reda–Hel (Rheda–Hela).
Der nächste internationale Flughafen ist Danzig.